# دوبروایوانوفکا
دوبروایوانوفکا (انگلیسی: Dobroivanovka) یک شهرک در بخش گرایفسکی استان بلگورود کشور روسیه است.